# 金山寺石蓮臺

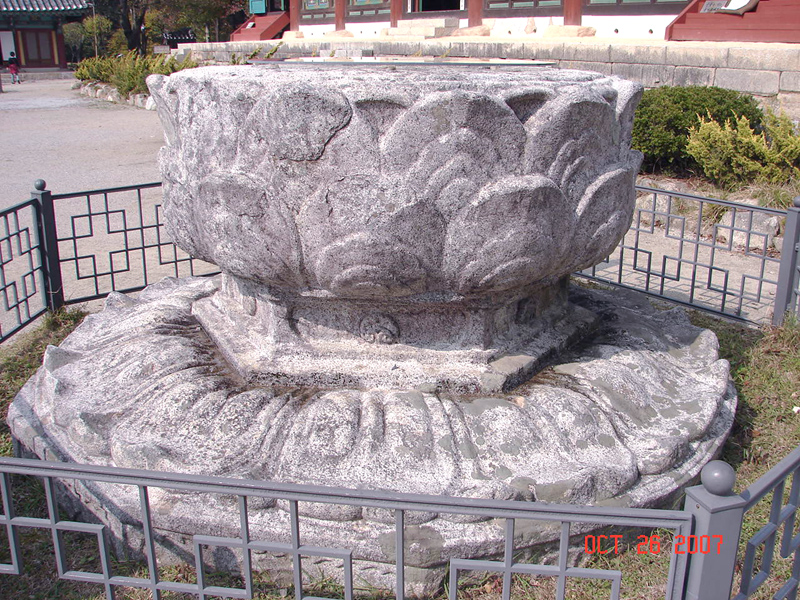
金山寺石蓮臺

金堤金山寺石蓮臺（韓語：김제 금산사 석련대）是全北特別自治道金堤市金山寺的一座蓮花石雕臺座，是大韓民國編號第二十三號寶物。石蓮臺的高度有1.67公尺，材質為花崗岩。據推算應該是在十世紀時所建立的，目前石蓮臺的地臺石遺跡已經消失，下臺石側邊有十個面，每面均有雕刻, 其中八面刻有瑞花形，另兩面則刻有石獅。

## 概要
蓮花臺是用來放置雕刻的石佛立像，此巨大的蓮臺包括底座足足有1.52公尺高，周長共有10公尺。石蓮臺是由一整塊石頭雕刻而成，但由上、中、下三層看起來仿佛是由好幾顆石頭所組成。其下臺石側邊共有10個面, 其中八面是採用陰刻方式刻出瑞花, 另兩面則刻有石獅。此外，朝上的覆蓮瓣，在每一面均以10瓣的紅蓮來做呈現。除了這種雕刻與裝飾外，中層、上層與背部均有花紋與蓮瓣文等裝飾的雕刻。上臺石上方中央的部份有兩個方形孔，推斷此臺石應是為了安立佛像所設立，而由底座雕刻的手法，看似無規律的樣式與配置、華麗的雕刻與裝飾等推斷，此石蓮臺應為十世紀高麗初期的作品。

## 註腳
1. ↑  현지 안내문 인용

## 外部連結
- 金堤金山寺石蓮臺 （页面存档备份，存于） – 國家文化遺產 文化遺產廳